# 阿爾蒂格利雷峰
46°07′08″N 10°32′54″E / 46.11888°N 10.54829°E
阿爾蒂格利雷峰（義大利語：Cima dell'Artigliere），是意大利的山峰，位於該國北部，由特倫蒂諾-上阿迪傑大區負責管轄，屬於阿達梅洛-普雷薩內拉阿爾卑斯山脈的一部分，海拔高度2,919米，每年平均降雨量1,357毫米。